# Земя 2
„Земя 2“ (на английски: Earth 2), е кратък научнофантастичен сериал, излъчен по телевизия NBC от 6 ноември 1994 до 4 юни 1995 г.
Сериалът е от 1 сезон, състоящ се от 22 епизода. Разказва за пътешествието на малка група заселници, участващи в проект на име „Едън Проджект“, насочен към планета, подобна на Земята, на име G889.
Сериалът е създаден от Майкъл Дъган, Керъл Флинт, Марк Ливайн и Били Рей. Снимките са проведени основно в северно Ню Мексико, както и в района около Санта Фе.

## Сюжет
През 2192 година, голяма част от земното население се е изнесло да живее в огромни орбитални станции. На Земята са останали по-малка част от населението, и планетата е частично необитаема.
Синът на милиардерката Девън Адеър, който е 8-годишен, се е разболял от рядка, но фатална болест, наречена Синдромът, състояние, което не е признато от Правителството и медицинската общност. Счита се, че болестта засяга само деца, който не живеят в среда, като тази на Земята. Като резултат от заболяването, нито едно дете не доживява до 9-годишна възраст.
В отчаяните си опити, за спасение на сина си, Адеър, събира група от изследователи, готови да се отправят към планетата G889, разположена на 22 светлинни години от Земята, на която впоследствие да се заселят и други семейства, засегнати от Синдрома.
Програмата е отхвърлена от Правителството, което инфилтрира свой агент на станцията. Точно по време на стартовия полет на експедицията, е открита бомба, която е била подготвена за взрив точно след излитането. Адеър отстранява бомбата, и спасява мисията. По-късно в сериала се разкрива, че бомбата е била подготвена от Главния Консул, който искал да спре полета.
След около 22 години, корабът достига G889, но претърпява аварийно кацане, поради неправилното си позициониране спрямо планетата. Групата и провизиите биват разпръснати на голяма площ по повърхността на планетата, и групата на Адеър решава да се отправи на запад към район, наречен Ню Пасифика.

## Персонажи
Девън Адеър 

Ръководител на експедицията, чийто син е болен от Синдрома. Като ръководител, тя се опитва да координира групата на заселниците, в усилията им да се справят с препятствията си по време на пътуването, и едновременно се опитва да се справи и с мисълта, че може да загуби сина си.
Джон Дензингър 

Първоначално, работещ на станцията, присъединил се към мисията. За него най-важна е дъщеря му Трю, но впоследствие приема ролята на пазител на групата.
Иейл 

Бивш затворник, отчаст Киборг, чиято памет е била заличена, а характерът, моделиран по правителствена програма, целяща създаването на домашни възпитатели на децата в богатите семейства.
Д-р Джулия Хелър 

Генетично създадена, тя е млад учен-медик, назначен към групата, впоследствие разкрита, че тя е агентът на Консула.
Морган Мартин 

Правителствен член, надзорник на проекта, съпруг на Бес Мартин.
Бес Мартин 

Съпруга на Морган Мартин, която е израснала в мините на Земята.
Юлийсъс Адеър

По прякор „Юлий“, е 8-годишният син на лидерката на проекта, Девън Адеър. Той е роден със Синдрома, болест, която майка му вярва, че може да бъде преборена, ако синът ѝ бъде отгледан в естествена среда, с нормален чист въздух и вода. Пристигането му на планетата G889, и евентуалната му връзка с Терианите (местните обитатели), е ключът към заселването на планетата.
Трю Дензингър 

10-годишната дъщеря на Джон Дензингър (изиграна от Джесика Мадисън), първоначално работеща по поддръжката на станцията, присъединила се заедно с баща си към мисията. Трю изгражда връзка с Юлий, първоначално, базирана на ревност и отвращение, но преминала в приятелство.
Алонзо Солис 

Невероятен пилот, доста по-възрастен отколкото изглежда, обект на интерес от страна на д-р Хелър.
Райли 

Връзката на Хелър в консулството, който впоследствие се разбира, че е компютърна програма.

## Животът на G889
Климата на планетата, където каца групата е относително суров, а пезажът доминира от широки пространства с оскъдна растителност, разположена около големи скални формирования. Територията се обитава от три основни биологични вида.
Териани 

По време на експедицията си, групата открива Терианите, вид обитаващ тунели, разположени под земята. С течение на времето се разбира, че разполагат с невероятно висок интелект. Те живеят в хармония с планетата, и могат да комуникират със заселниците само чрес техните сънища, които малцина от тях разбират.
Грендлъри 

Скоро след пристигането си, групата осъществява контакт с ниско-интелигентните същества, наречени Грендлъри. Вид търговци и скитници. В седми епизод се разбира, че тяхната слюнка е своеобразен лек за почти всички болести.
Хора 

По време на експедицията си, групата открива, че не са единствените хора на тази планета. Впоследствие се разбира, че правителството е заселило тези колонии с изселници, в резултат на което е събирало информация, за това, как да проведе бъдеща колонизация.

## Снимки
Основно, външните снимки в сериала се извършват в Каша Катию Тент Рокс, в Диабло Кениън, осигуряващ среда, подобна на извънземна планета.

## Състав

### Основни роли
- Дебра Фюрентино – Девън Адеър
- Джои Зимерман – Юлийсъс Адеър
- Кланси Браун – Джон Дензингър
- Джесика Мадисън Райд – Трю Дензингър
- Съливън Уолкър – Иейл
- Джесика Стийн – Д-р Джулия Хелър
- Ребека Гийхарт – Бес Мартин
- Джон Гигенюбър – Морган Мартин
- Антонио Сабато, Дж. – Алонзо Солис
- Уолтър Норман – Уолман
- Марсия Магъс – Магъс
- Тиер Търнър – Зероу
- Кърк Трътнър – Кемърън

### Гости
- Тери О`Куйн – Райли
- Тим Къри – Гаал
- Джеф Кобър – З.Е.Д.
- Романд Дънбар – Бийнс
- Рой Дотрис – Старшия
- Кели Уилиямс – Мари